# 日本フットサルリーグ
日本フットサルリーグ（にほんフットサルリーグ）は、日本フットサルトップリーグが運営するフットサルの全国リーグである。愛称は「F.LEAGUE（Fリーグ）」。

## 概要
2007年9月に第1回大会が開幕し、全国の8クラブが参加した。Jリーグをモデルとしたホームタウン制を敷き、チーム名称に企業名を冠することを禁止している。
現時点では名古屋オーシャンズ、バサジィ大分、しながわシティがリーグ内でのプロチームである。その他のチームはスポンサー企業などに勤務する会社員などと兼業のアマチュア選手が多く、いわゆるセミプロリーグである。ただし、将来のプロ化も構想されている。1チームあたりの運営費は4500万円程度と予測されていた が、実際には5000万円から7000万円かかっている。

## 沿革
- 2005年
  - 4月、日本サッカー協会 (JFA) にて理事会で、フットサル委員会内にフットサル全国リーグ設立検討プロジェクト発足を決定。フットサル全国リーグの実施について同プロジェクトが検証を続け、JFAに答申。
- 2006年
  - 4月21日、JFAは全国リーグ設立を決定。以降日本フットサル連盟に移管した上で準備を進めた。参加チームの募集も行い、全国から16チームの参加申し込みがあった。
  - 11月22日、日本フットサルリーグ設立を発表。さらに日本フットサルリーグへの参加が決定した8チームが発表された。
- 2007年
  - 1月24日、リーグの概要が発表。
  - 5月21日、オフィシャルスポンサーなどが発表。
  - 9月23日、開幕。
- 2008年
  - オーシャンアリーナカップを初開催。
- 2009年
  - エスポラーダ北海道と府中アスレティックFCが加盟。
  - 「オーシャンアリーナカップ」が正式にFリーグのカップ戦となる。
- 2010年
  - 日本トップリーグ連携機構に加盟。
- 2012年
  - ステラミーゴいわて花巻が退会。
  - アグレミーナ浜松が加盟。
- 2014年
  - ヴォスクオーレ仙台とフウガドールすみだが加盟。
- 2016年
  - Fリーグ10周年を記念してFリーグオールスターゲームを開催。
- 2018年
  - 2部制導入が決定。Fリーグ ディビジョン1(F1)およびFリーグ ディビジョン2(F2)が設置[4]。
    - F1には前シーズンFリーグ加盟クラブのうちデウソン神戸を除いた11クラブとFリーグ選抜が加入した。
    - F2にはデウソン神戸と、新たにFリーグに加盟したボアルース長野、ヴィンセドール白山、広島エフ・ドゥ、ポルセイド浜田、トルエーラ柏、ボルクバレット北九州、Y.S.C.C.横浜の8チームが加入した。

  - Fリーグ選抜が創設（2018シーズンから2年間、F1に参加した）。
- 2019年
  - 2018-19シーズンの結果を受け、ボアルース長野がF1に昇格、アグレミーナ浜松がF2に降格。
- 2020年
  - 2019-20シーズンの結果を受け、Y.S.C.C.横浜、ボルクバレット北九州がF1に昇格。
  - ヴォスクオーレ仙台が2020-21シーズンの参加を断念。これにより2020-21シーズンのF2は6チームで行われる。
- 2021年
  - トルエーラ柏がしながわシティにクラブ名を変更し、ホームタウンを移転。
  - ヴォスクオーレ仙台のF2クラブライセンス交付が保留となる。これにより2021-22シーズンのF2は6チームで行われる。
- 2022年
  - 4月、日本女子フットサルリーグとともに日本フットサル連盟から独立し一般社団法人日本フットサルトップリーグを設立[5]。
  - マルバ水戸FC、リガーレヴィア葛飾が加盟。ヴォスクオーレ仙台が復帰。これにより、2022-23シーズンのF2は9チームで行われる。
- 2023年
  - 2022-23シーズンの結果を受け、しながわシティがF1に昇格、ボアルース長野がF2に降格。
  - ミラクルスマイル新居浜が加盟。デウソン神戸にFリーグクラブライセンスが不交付となる。これにより、2023-24シーズンのF2は9チームで行われる。
- 2024年
  - 2月17日、18日の入れ替え戦でF1最下位のエスポラーダ北海道とF2最上位のヴォスクオーレ仙台の対戦は2戦合計7-3で仙台が北海道に2勝して5シーズンぶりにF1リーグ復帰を果たした[6]。
  - デウソン神戸にFリーグライセンスが再交付、これによりF2は2024-25シーズンは10チームにより行われる予定。
- 2025年
  - 2024-25シーズンの結果を受け、ボアルース長野がF1に復帰、ヴォスクオーレ仙台がF2に降格。

## 試合方式

### F1
| 年度    | 試合方式                                                            | 備考                                                                           |
| ------- | ------------------------------------------------------------------- | ------------------------------------------------------------------------------ |
| 2007-08 | 3回総当たり（ホーム&アウェー&セントラル）                           |                                                                                |
| 2008-09 | 3回総当たり（ホーム&アウェー&セントラル）                           |                                                                                |
| 2009-10 | 3回総当たり（原則ホーム&アウェー&ホームorアウェー）                 | 一部節はセントラル開催                                                         |
| 2010-11 | 3回総当たり（原則ホーム&アウェー&ホームorアウェー）                 | 一部節はセントラル開催                                                         |
| 2011-12 | 3回総当たり（原則ホーム&アウェー&ホームorアウェー）                 | 一部節はセントラル開催                                                         |
| 2012-13 | 3回総当たり（原則ホーム&アウェー&ホームorアウェー）+プレーオフ      | 一部節はセントラル開催 プレーオフは上位3チーム進出                             |
| 2013-14 | 4回総当たり・2シーズン制（原則ホーム&アウェーを2回ずつ）+プレーオフ | 一部節はセントラル開催 プレーオフは各ステージの順位ポイント合計上位4チーム進出 |
| 2014-15 | 3回総当たり（ホーム&アウェー&セントラル）+プレーオフ                | プレーオフは上位5チーム進出                                                    |
| 2015-16 | 3回総当たり（原則ホーム&アウェー&ホームorアウェー）+プレーオフ      | 一部節はセントラル開催 プレーオフは上位5チーム進出                             |
| 2016-17 | 3回総当たり（原則ホーム&アウェー&ホームorアウェー）+プレーオフ      | 一部節はセントラル開催 プレーオフは上位5チーム進出                             |
| 2017-18 | 3回総当たり（ホーム&アウェー&セントラルor6チーム共同開催）          | プレーオフは上位5チーム進出                                                    |
| 2018-19 | 3回総当たり（ホーム&アウェー&セントラルor6チーム共同開催）          | プレーオフは上位3チーム進出 最下位(Fリーグ選抜を除く)はF1参入プレーオフへ      |

#### セントラル開催履歴
- セントラル開催とは、リーグ主管による全チーム集結シリーズで、2007-08・2008-09・2014-15年度の3大会は1回分の総当たりを、それ以外の年度も、基本「ホーム&アウェー+ホームorアウェー」の流れとし乍らも、年3-6節をセントラル開催として行っている（2013-14年度は4回総当たりのため「ホーム&アウェー×2」を基本としつつ、過去最多の12節分をセントラル開催とした）。
- 2017-18シーズンからは参加12チームを6チームずつ2組に分けた「6チーム共同開催節」を設けており、それぞれ「J SPORTS」「AbemaTV」の冠をつけた節名をつけている。この「6チーム共同開催節」はそれぞれの節に主管（主催）クラブを定め、その主管（主催）クラブのホームコートに6チームずつが参加して、そのクラブのホームゲームを含むセントラル開催に準じた各節3試合の公式戦を行うというものである[7]。なお2018-19・2019-20シーズンは「6チーム共同開催節」でも全12チームが1つの会場にまとまって集結する「セントラル開催」と全く同じパターンの節も行われている。

| 年度    | 開催節・開催会場 ※開催節を連続で記載している場合は、基本2連戦 |
| ------- | --- |
| 2007-08 | 第1節 国立代々木競技場第1体育館（渋谷区） 第12・13節 長野ホワイトリング（長野市） 第14・15節 北九州市立総合体育館（北九州市） 第16節 国立代々木競技場第1体育館 第21節 同上 |
| 2008-09 | 第1節 国立代々木競技場第1体育館 第8・9節 同上 第12節 真駒内セキスイハイムアイスアリーナ（札幌市） 第14節 富山市総合体育館（富山市） 第16・17節 広島グリーンアリーナ（広島市） |
| 2009-10 | 第1節 国立代々木競技場第1体育館 第10節 同上 第20節 浜松アリーナ（浜松市） |
| 2010-11 | 第1節 国立代々木競技場第1体育館 第10節 同上 第20節 パークアリーナ小牧（小牧市） |
| 2011-12 | 第1節 国立代々木競技場第1体育館 第10節 大阪市中央体育館（大阪市） 第19節 船橋アリーナ（船橋市） |
| 2012-13 | 第1・2節 国立代々木競技場第1体育館 第10・11節 べっぷアリーナ（別府市） 第19・20節 大田区総合体育館（大田区） |
| 2013-14 | 前期第1・2節 国立代々木競技場第1体育館 前期第7・8節 テバオーシャンアリーナ（名古屋市） 前期第13・14節 きたえーる（札幌市） 後期第4・5節（年間通算第22・23節） テバオーシャンアリーナ 後期第9・10節（年間通算第27・28節） 墨田区総合体育館（墨田区） 後期第17・18節（年間通算第35・36節） べっぷアリーナ |
| 2014-15 | 第1・2節 国立代々木競技場第1体育館 第9節 駒沢オリンピック公園総合運動場体育館（世田谷区） 第13・14節 グリーンアリーナ神戸（神戸市） 第19・20節 きたえーる 第25・26節 横浜国際プール（横浜市） 第30・31節 テバオーシャンアリーナ |
| 2015-16 | 第1節 国立代々木競技場第1体育館 第25・26節 テバオーシャンアリーナ 第31節 小田原アリーナ（小田原市） 第33節 町田市立総合体育館（町田市） |
| 2016-17 | 第1節 国立代々木競技場第1体育館 第11・12節 テバオーシャンアリーナ 第13節 小田原アリーナ 第30節 テバオーシャンアリーナ |
| 2017-18 | 第1節 国立代々木競技場第1体育館 第5・6節 墨田区総合体育館（J）・浦安市総合運動公園体育館（A） 第9・10節 小田原アリーナ（J）・町田市立総合体育館（A） 第13・14節 北海道立総合体育センター（J）・武田テバオーシャンアリーナ（A） 第17・18節 エコパアリーナ（掛川市）（J）・べっぷアリーナ（A） 第22・23節 大阪市中央体育館（J）・アリーナ立川立飛（立川市）（A） 第27・28節 ゼビオアリーナ仙台（仙台市）（J）・グリーンアリーナ神戸（A） 第32・33節 駒沢屋内球技場（世田谷区） |
| 2018-19 | 第1節 駒沢屋内球技場 第6・7節 墨田区総合体育館（J）・アリーナ立川立飛（A） 第12・13節 丸善インテックアリーナ大阪（A） 第17・18節 小田原アリーナ（J）・町田市立総合体育館（A） 第23・24節 武田テバオーシャンアリーナ（J）・浜松アリーナ（A） 第32・33節 駒沢屋内球技場 |
| 2019-20 | 第1節 駒沢屋内球技場 第6・7節 武田テバオーシャンアリーナ（A） 第16・17節 小田原アリーナ（J）・町田市立総合体育館（A） 第20・21節 かみす防災アリーナ 第24・25節 武田テバオーシャンアリーナ（A） 第32・33節 駒沢屋内球技場 |

#### 年度ごとの順位決定方法
リーグ初年度は2007年9月23日に国立代々木競技場第一体育館に開幕。
2008年2月17日まで3回戦総当りで、うち7節は全チームが1カ所に集まるセントラル開催方式、残り14節は各チームのホーム・アンド・アウェー方式となる。セントラル開催方式分は第1・16・21節が国立代々木競技場第一体育館、第12・13節が長野ホワイトリングで2日間連続、第14・15節が北九州市立総合体育館で2日間連続で行われた。
第2回（2008年度）も、引き続きホーム・アンド・アウェー+セントラルの3回総当りだった。
2009年度の第3回はセントラル方式を3節（第1・10・20節）に減らし、実質変則ホーム・アンド・アウェーの形式を増やしている。以後もセントラル開催は開幕戦、最終節とシーズン半ばの1-2節程度に減らし、ほとんどの試合はH&A（あるカードはホームが2試合になる場合もある）を原則として維持している。
試合は20分ハーフ前後半2セット（計40分）で行い、同点の場合の延長戦はなし。勝利チームに勝ち点3、負け0、引き分け双方に1の勝ち点を与え、最終的に27試合終了時の勝ち点最多獲得チームが優勝。同点の場合、当該チームの得失点差、総得点、直接対決の対戦成績を踏まえて順位を決める。
2012-13シーズンよりプレーオフ制を導入する。まずリーグ戦2位と同3位が原則として2位チームのホームで対戦し2勝先勝が勝ち抜き、その勝者がリーグ戦1位と原則1位チームのホームで決勝を最大4試合戦う。1位には1勝のアドバンテージを与え、3勝した方が優勝（1位は実質2勝すればよい）となる。
2013-14シーズンは前後期の2ステージ制を導入。これにより前後期合計4回戦総当り、基本ホーム・アンド・アウェー2回ずつ、試合数は36試合となった。ステージ単位ではホーム・アウェー1回ずつの2回総当たり。ただし従来通り全チーム集結によるセントラル開催を12節分（前・後期それぞれ6節分）設定する。
プレーオフへは前期・後期のそれぞれの順位をポイントに置き換え（それぞれの2回総当たり終了時の1位：10点、2位：9点、3位：8点…10位：1点と順位ごとに1点ずつポイントが減る）、その総合順位ポイント上位4チームが進出する。またこれによりトーナメント方式も4チームによるステップ・ラダー方式に変更。1位は決勝戦、2位は準決勝戦にそれぞれシードされ、3位と4位の間で1回戦を行う。決勝戦はこの年から2試合制（引き分け有）とし、1位チームに勝ち点3（1勝分）のアドバンテージを与え2試合終了時の合計勝ち点で競い、勝ち点が同じ場合（1位に対するアドバンテージを含め1勝1敗1分けの勝ち点4で終わった場合）は2試合のスコアに関係なく、5分ハーフの延長戦、さらに同点であればPK戦を行い勝者を決める。なお順位ポイント1位のチームが第1戦を勝った場合はその時点で優勝とする。
2014-15シーズンからは1シーズン制に戻し、新たに2チームが増え12チームとなり3回総当たりの「完全ホーム&アウェー&セントラル方式」を7年ぶりに復活、シーズン5位以内に入ったチームがプレーオフ進出となる。方式は前年度より変更され、シーズン1位は無条件で決勝戦に進出、シーズン2位-5位、3位-4位が1回戦を戦い、それぞれの勝者チームが準決勝に進出。準決勝の勝者チームがシーズン1位との決勝を戦う。
|  | 1st Round（1回戦） | 1st Round（1回戦） |         |  | 2nd Round（準決勝） | 2nd Round（準決勝） |           |  | Final Round（決勝）/4位決定戦 | Final Round（決勝）/4位決定戦 |
|  |                    |                    |         |  |                     |                     |           |  |                               |                               |
|  | 1                  |                    |         |  |                     |                     |           |  |                               |                               |
|  |                    |                    |         |  |                     |                     |           |  |                               |                               |
|  | 2位チーム          |                    |         |  |                     |                     |           |  |                               |                               |
|  |                    |                    | 3       |  |                     |                     |           |  |                               |                               |
|  | 5位チーム          |                    |         |  |                     |                     |           |  |                               |                               |
|  | 1の勝者            |                    |         |  |                     |                     |           |  |                               |                               |
|  | 2                  |                    |         |  |                     |                     |           |  |                               |                               |
|  |                    |                    | 2の勝者 |  |                     |                     |           |  |                               |                               |
|  | 3位チーム          |                    |         |  |                     |                     |           |  |                               |                               |
|  |                    |                    | 5       |  |                     |                     |           |  |                               |                               |
|  | 4位チーム          |                    |         |  |                     |                     |           |  |                               |                               |
|  |                    |                    | 3の勝者 |  |                     |                     |           |  |                               |                               |
|  |                    |                    |         |  |                     |                     |           |  |                               |                               |
|  |                    |                    |         |  |                     |                     | 1位チーム |  |                               |                               |
|  |                    |                    |         |  |                     |                     |           |  |                               |                               |
|  |                    |                    |         |  |                     |                     |           |  |                               |                               |
|  |                    |                    |         |  |                     |                     |           |  |                               |                               |
|  |                    |                    |         |  |                     |                     |           |  |                               |                               |
|  |                    |                    |         |  | 4                   |                     |           |  |                               |                               |
|  |                    |                    |         |  |                     |                     |           |  |                               |                               |
|  |                    |                    |         |  |                     |                     | 1の敗者   |  |                               |                               |
|  |                    |                    |         |  |                     |                     |           |  |                               |                               |
|  |                    |                    |         |  | 2の敗者             |                     |           |  |                               |                               |
|  |                    |                    |         |  |                     |                     |           |  |                               |                               |

仕組み
- 1st・2ndラウンド、4位決定戦　1試合制。同点の場合5分ハーフ（10分）の延長戦、さらに同点であればPK戦を行い勝者を決める
- ファイナルラウンド　2試合制（引き分け有り）の勝ち点制。優勝決定方法は2013-14年度のやり方と同じ。

2015-16シーズンは原則的には前回と同じ仕組みであるが、プレーオフの勝ち抜け方式が変更された。
- レギュラーシーズン 3回戦総当たり(33試合)の勝ち点制。
- 1st・2ndラウンド、4位決定戦　1試合制。同点の場合レギュラーシーズンの順位上位クラブの勝ち抜け。
- ファイナルラウンド　2試合制。第1戦で1位チームが勝利、もしくは引き分けの場合はその時点で1位チームの優勝とする。第1戦で2ndラウンド勝ち抜けチームが勝利した場合にのみ第2戦が行われる。第2戦で1位チームが勝利、もしくは引き分けの場合は1位チームの優勝、2ndラウンド勝ち抜けチームが勝利した場合は2ndラウンド勝ち抜けチームの優勝とする。

2016-17シーズンは前回と同様。
2017-18シーズンは、プレーオフファイナルラウンドの優勝チーム決定方式が変更された。
- レギュラーシーズン 3回戦総当たり(33試合)の勝ち点制。
- 1st・2ndラウンド、4位決定戦　1試合制。同点の場合はレギュラーシーズンの順位上位クラブの勝ち抜け。
- ファイナルラウンド　2試合制(引き分け有り)。「2試合での勝利数」「2試合での得失点差」「レギュラーリーグ1位クラブ」の順で優勝チームを決定する。

2018-19シーズンは、プレーオフ進出チームが3チームへと変更された。前年までの2ndラウンドを「準決勝」、ファイナルラウンドを「決勝」と呼称する。また、最下位チーム(Fリーグ選抜を除く)は、翌年のF1参入を争うF1参入プレーオフへ出場する。
なお優勝クラブ(プレーオフ制度導入以降ではリーグ戦1位チーム)にはAFCフットサルクラブ選手権の出場権が与えられる。
その他にリーグ戦前のカップ戦として、2008年創設、2009年よりリーグタイトル化したトーナメント方式の「Fリーグテバオーシャンアリーナカップ」がある。
選手に関しては2009年よりJリーグのクラブ登録選手をそのクラブに在籍したままで各チーム2名まで選手登録可能。これまで菅野哲也 （所属元、受入先共に湘南）、三浦知良（所属元横浜FC、受入先北海道）、松井大輔（所属、受入先共にYSCC）がこの制度を利用してFリーグに参加した。他にも菊池大介、鈴村拓也などがJリーグ引退後にFリーグ参戦をしている他、ロベルト・カルロスがFリーグ選抜に加入し参戦したことがある。

### F2
| 年度    | 試合方式                       | 備考                           |
| ------- | ------------------------------ | ------------------------------ |
| 2018-19 | 2回総当たり（ホーム&アウェー） | 優勝チームはF1参入プレーオフへ |

## 加盟チーム

### 現在加盟しているチーム
| 地域   | チーム名                         | 呼称                   | 法人名                                   | ホームタウン     | Division | 加盟年度         |
| ------ | -------------------------------- | ---------------------- | ---------------------------------------- | ---------------- | -------- | ---------------- |
| 北海道 | エスポラーダ北海道               | エスポラーダ北海道     | （一社）エスポラーダ北海道スポーツクラブ | 北海道札幌市     | F2       | 2009-10          |
| 東北   | ヴォスクオーレ仙台               | ヴォスクオーレ仙台     | （一社）スポーツプロジェクト東北         | 宮城県仙台市     | F2       | 2014-15、2022-23 |
| 関東   | マルバ水戸FC                     | マルバ水戸             | （有）チ・キュウ                         | 茨城県水戸市     | F2       | 2022-23          |
| 関東   | バルドラール浦安フットボールサラ | バルドラール浦安       | 浦安スポーツネットワーク（株）           | 千葉県浦安市     | F1       | 2007-08          |
| 関東   | SHINAGAWA CITY FUTSAL CLUB       | しながわシティ         | （一社）しながわシティスポーツクラブ     | 東京都品川区     | F1       | 2018-19          |
| 関東   | フウガドールすみだ               | フウガドールすみだ     | （株）風雅プロモーション                 | 東京都墨田区     | F1       | 2014-15          |
| 関東   | リガーレヴィア葛飾               | リガーレヴィア葛飾     | （株）リガーレ東京                       | 東京都葛飾区     | F2       | 2022-23          |
| 関東   | 立川アスレティックFC             | 立川アスレティックFC   | （一社）立川アスレティックFC             | 東京都立川市     | F1       | 2009-10          |
| 関東   | ASVペスカドーラ町田              | ペスカドーラ町田       | （株）CASCAVEL FUTSAL CLUBE              | 東京都町田市     | F1       | 2007-08          |
| 関東   | Y.S.C.C.横浜                     | Y.S.C.C.横浜           | （特非）横浜スポーツ&カルチャークラブ    | 神奈川県横浜市   | F1       | 2018-19          |
| 関東   | 湘南ベルマーレフットサルクラブ   | 湘南ベルマーレ         | （株）小田原スポーツマーケティング       | 神奈川県小田原市 | F1       | 2007-08          |
| 北信越 | ボアルース長野                   | ボアルース長野         | （株）ボアルース長野フットサルクラブ     | 長野県長野市     | F1       | 2018-19          |
| 北信越 | ヴィンセドール白山               | ヴィンセドール白山     | （一社）FSVスポーツアカデミー            | 石川県白山市     | F2       | 2018-19          |
| 東海   | アグレミーナ浜松                 | アグレミーナ浜松       | （一社）アグレミーナ                     | 静岡県浜松市     | F2       | 2012-13          |
| 東海   | 名古屋オーシャンズ               | 名古屋オーシャンズ     | 名古屋オーシャンズ（株）                 | 愛知県名古屋市   | F1       | 2007-08          |
| 関西   | シュライカー大阪                 | シュライカー大阪       | ハマダ（株）                             | 大阪府大阪市     | F1       | 2007-08          |
| 関西   | デウソン神戸                     | デウソン神戸           | （一社）神戸フットサルスポーツクラブ     | 兵庫県神戸市     | F2       | 2007-08、2024-25 |
| 中国   | ポルセイド浜田                   | ポルセイド浜田         | （特非）浜田フットサルクラブ             | 島根県浜田市     | F2       | 2018-19          |
| 四国   | ミラクルスマイル新居浜           | ミラクルスマイル新居浜 | （一社）FC miracle smile                 | 愛媛県新居浜市   | F2       | 2023-24          |
| 九州   | ボルクバレット北九州             | ボルクバレット北九州   | （一社）UBUNTU FSプロモーション          | 福岡県北九州市   | F1       | 2018-19          |
| 九州   | バサジィ大分                     | バサジィ大分           | （株）大分スポーツプロジェクト           | 大分県大分市     | F1       | 2007-08          |

### かつて参加していたチーム
| チーム名               | 呼称                   | 法人名                               | ホームタウン   | 加盟年  | 退会年  |
| ---------------------- | ---------------------- | ------------------------------------ | -------------- | ------- | ------- |
| ステラミーゴいわて花巻 | ステラミーゴいわて花巻 |                                      | 岩手県花巻市   | 2007-08 | 2011-12 |
| Fリーグ選抜            | Fリーグ選抜            | -                                    | 愛知県名古屋市 | 2018-19 | 2019-20 |
| 広島エフ・ドゥ         | 広島エフ・ドゥ         | （特非）中国フットサルプロモーション | 広島県広島市   | 2018-19 | 2024-25 |

## 記録・表彰

### シーズン成績
成績上位3チームのみ掲載。

#### F1
| 回 | シーズン  | 優勝   | 準優勝 | 3位      | 備考          |
| -- | --------- | ------ | ------ | -------- | ------------- |
| 1  | 2007 - 08 | 名古屋 | 浦安   | 神戸     |               |
| 2  | 2008 - 09 | 名古屋 | 浦安   | 神戸     |               |
| 3  | 2009 - 10 | 名古屋 | 町田   | 大阪     |               |
| 4  | 2010 - 11 | 名古屋 | 神戸   | 大分     |               |
| 5  | 2011 - 12 | 名古屋 | 大阪   | 神戸     |               |
| 6  | 2012 - 13 | 名古屋 | 大阪   | 府中     | [ 17 ]        |
| 7  | 2013 - 14 | 名古屋 | 大分   | 浦安     | [ 17 ] [ 18 ] |
| 8  | 2014 - 15 | 名古屋 | 大阪   | 浦安     |               |
| 9  | 2015 - 16 | 名古屋 | 府中   | 大阪     |               |
| 10 | 2016 - 17 | 大阪   | 町田   | 名古屋   |               |
| 11 | 2017 - 18 | 名古屋 | 町田   | 湘南     |               |
| 12 | 2018 - 19 | 名古屋 | 大阪   | 立川府中 |               |
| 13 | 2019 - 20 | 名古屋 | 大分   | 町田     |               |
| 14 | 2020 - 21 | 名古屋 | 大分   | 町田     |               |
| 15 | 2021 - 22 | 名古屋 | 湘南   | 町田     |               |
| 16 | 2022 - 23 | 名古屋 | 立川   | 浦安     |               |
| 17 | 2023 - 24 | 名古屋 | 町田   | 大阪     |               |
| 18 | 2024 - 25 | 浦安   | 名古屋 | しながわ |               |
| 19 | 2025 - 26 |        |        |          |               |

#### F2
- 太字は昇格クラブ

| 回 | シーズン  | 優勝   | 準優勝 | 3位    | 備考   |
| -- | --------- | ------ | ------ | ------ | ------ |
| 12 | 2018 - 19 | 長野   | YS横浜 | 北九州 |        |
| 13 | 2019 - 20 | YS横浜 | 北九州 | 広島   | [ 19 ] |
| 14 | 2020 - 21 | 柏     | 神戸   | 広島   |        |
| 15 | 2021 - 22 | 品川   | 神戸   | 広島   |        |
| 16 | 2022 - 23 | 品川   | 水戸   | 浜松   |        |
| 17 | 2023 - 24 | 仙台   | 長野   | 浜松   |        |
| 18 | 2024 - 25 | 長野   | 北海道 | 白山   |        |
| 19 | 2025 - 26 |        |        |        |        |

### 特別表彰
チーム表彰
- フェアプレー賞
  - 湘南ベルマーレ (2007 - 08、2017 - 18)
  - 名古屋オーシャンズ (2008 - 09)
  - エスポラーダ北海道 (2009 - 10、2014 - 15、2015 - 16、2016 - 17、2018 - 19、2020 - 21）
  - 府中アスレティックFC (2012 - 13)
  - デウソン神戸（2013 - 14）
  - ペスカドーラ町田（2021 - 22）
  - ボアルース長野（2022 - 23）
  - バルドラール浦安（2023 - 24）

個人表彰（カッコ内は所属チーム）
| シーズン  | 最優秀選手（MVP）         | Fリーグ特別賞                           | ベストファイブ | 得点王                                                   | 新人賞                | 最優秀審判 | F2最優秀選手               |
| --------- | ------------------------- | --------------------------------------- | --- | -------------------------------------------------------- | --------------------- | ---------- | -------------------------- |
| 2007 - 08 | 森岡薫（名古屋）          | -                                       | 川原永光（浦安）、横江怜（町田） 森岡薫（名古屋）、ボラ（名古屋） 原田浩平（神戸）                                       | 横江怜（町田）                                           | -                     | 潟永達治   | -                          |
| 2008 - 09 | 北原亘（名古屋）          | 小曽戸允哉（大分）                      | 川原永光（浦安）、小宮山友祐（浦安） 稲田祐介（浦安）、北原亘（名古屋） 原田浩平（神戸）                                 | 稲田祐介（浦安）                                         | -                     | 五十川和也 | -                          |
| 2009 - 10 | イゴール（大阪）          | -                                       | イゴール（大阪）、水上玄太（北海道） 藤井健太（町田）、ボラ（湘南） 木暮賢一郎（名古屋）                                 | ボラ（湘南）                                             | 西谷良介（神戸）      | 延本泰一   | -                          |
| 2010 - 11 | リカルジーニョ （名古屋） | -                                       | 川原永光（名古屋）、上澤貴憲（府中） リカルジーニョ（名古屋） 山田ラファエルユウゴ（神戸） 仁部屋和弘（大分）            | 山田ラファエルユウゴ （神戸）                            | ルーチャイ（府中）    | 平野伸一   | -                          |
| 2011 - 12 | 森岡薫（名古屋）          | 三浦知良 （北海道/横浜FC）              | イゴール（大阪）、水上玄太（北海道） 高橋健介（浦安） 山田ラファエルユウゴ（神戸） 森岡薫（名古屋）                      | 森岡薫（名古屋）                                         | 室田祐希（北海道）    | 延本泰一   | -                          |
| 2012 - 13 | リカルジーニョ （名古屋） | 三浦知良 （横浜FC/ フットサル日本代表） | 川原永光（名古屋）、水上玄太（北海道） 逸見勝利ラファエル（名古屋） ヴィニシウス（大阪） リカルジーニョ（名古屋）        | 森岡薫（名古屋）                                         | ヴィニシウス （大阪） | 小崎知広   | -                          |
| 2013 - 14 | 森岡薫（名古屋）          | -                                       | イゴール（大阪）、森岡薫（名古屋） ペドロ・コスタ（名古屋）、西谷良介（神戸） 小曽戸允哉（大分）                         | 森岡薫（名古屋）                                         | 関口優志（北海道）    | 宮谷直樹   | -                          |
| 2014 - 15 | 森岡薫（名古屋）          | -                                       | イゴール（大阪）、星翔太（浦安） 森岡薫（名古屋）、ペドロ・コスタ（名古屋） 小曽戸允哉（大分）、仁部屋和弘（大分）       | 森岡薫（名古屋）                                         | -                     | 小崎知広   | -                          |
| 2015 - 16 | ヴィニシウス （大阪）     | -                                       | イゴール（大阪）、西谷良介（すみだ） 森岡薫（名古屋）、ヴィニシウス（大阪） 仁部屋和弘（大分）                           | ヴィニシウス（大阪）                                     | 清水和也（すみだ）    | 小崎知広   | -                          |
| 2016 - 17 | 小曽戸允哉 （大阪）       | -                                       | イゴール（町田）、アルトゥール（大阪） 小曽戸允哉（大阪）、ヴィニシウス（大阪） 加藤未渚実（大阪）                       | ヴィニシウス（大阪）                                     | 八木聖人（名古屋）    | 小崎知広   | -                          |
| 2017 - 18 | ラファ (名古屋)           | -                                       | 森岡薫（町田）、西谷良介（名古屋） ラファ (名古屋) 、ロドリゴ（湘南） イゴール（町田）                                   | 渡邉知晃（府中）                                         | 齋藤功一（名古屋）    | 小林裕之   | -                          |
| 2018 - 19 | 吉川智貴 (名古屋)         | -                                       | ヴァルチーニョ（名古屋）、吉川智貴 （名古屋） アルトゥール（大阪）、加藤未渚実（大阪） イゴール（町田）                  | ヴァルチーニョ（名古屋）                                 | 内田隼太（府中）      | 山﨑聖也   | -                          |
| 2019 - 20 | ペピータ (名古屋)         | -                                       | ペピータ（名古屋）、吉川智貴 （名古屋） 関口優志（名古屋）、ヴァルチーニョ（名古屋） ラファ（名古屋）                    | ヴァルチーニョ（名古屋）                                 | 岩永汰紀（大分）      |            | -                          |
| 2020 - 21 | ペピータ (名古屋)         | 久光重貴（湘南）                        | フィウーザ（湘南）、篠田龍馬（名古屋） 室田祐希（町田）、ガリンシャ（すみだ） アルトゥール（名古屋）、ペピータ（名古屋） | 長坂拓海（浦安） ヴィニシウス（町田） ペピータ（名古屋） | 毛利元亮（町田）      | 小林裕之   | 中村友亮（柏）             |
| 2021 - 22 | ロドリゴ (湘南)           | -                                       | フィウーザ（湘南）、ロドリゴ（湘南） アルトゥール（名古屋）、ペピータ（名古屋） 星翔太（名古屋）                         | ロドリゴ（湘南）                                         | 東出脩椰（浦安）      | 常國広平   | 白方秀和（品川）           |
| 2022 - 23 | アンドレシート (名古屋)   | -                                       | ピレスイゴール(浦安)、金澤空（立川） 清水和也（すみだ）、アルトゥール（名古屋） アンドレシート（名古屋）                 | 清水和也（すみだ）                                       | 山中翔斗（町田）      | 常國広平   | チアゴ・セウバック（品川） |
| 2023 - 24 | ジオヴァンニ (町田)       | -                                       | ジオヴァンニ(町田)、アンドレシート（名古屋） 仁部屋和弘（大分）、ダルラン（名古屋） 堤優太（YS横浜）                     | 新井裕生（立川）                                         | 橋本澪良（大分）      | 山﨑聖也   | 山桐正護（浜松）           |

### 記念ゴール
| 号数  | 達成選手（所属チーム）               | 達成年月日     | 対戦相手 | 会場         |
| ----- | ------------------------------------ | -------------- | -------- | ------------ |
| 1     | 上澤貴憲（名古屋）                   | 2007年9月23日  | 神戸     | 代々木       |
| 100   | 伊藤雅範（神戸）                     | 2007年10月27日 | 花巻     | ワールド     |
| 200   | 田中智基（神戸）                     | 2007年11月25日 | 町田     | 町田         |
| 300   | 清水誠（浦安）                       | 2007年12月22日 | 町田     | 北九州       |
| 400   | 脇真太郎（神戸）                     | 2008年1月20日  | 浦安     | 浦安         |
| 500   | 市原誉昭（浦安）                     | 2008年2月17日  | 花巻     | 代々木       |
| 600   | 千葉裕也（花巻）                     | 2008年8月10日  | 町田     | 花巻         |
| 700   | 畠山フランキタダシ（神戸）           | 2008年10月25日 | 大分     | 代々木       |
| 800   | 神敬治（大分）                       | 2008年11月24日 | 湘南     | 真駒内       |
| 900   | 武石高弘（大分）                     | 2009年1月10日  | 浦安     | 広島         |
| 1000  | 蒲原旭（大分）                       | 2009年2月1日   | 町田     | ビーコン     |
| 1500  | ラファエル・サカイ（名古屋）         | 2009年12月20日 | 大分     | 大分         |
| 2000  | ボラ（湘南）                         | 2010年9月20日  | 神戸     | 姫路         |
| 2500  | 山田ラファエルユウゴ（神戸）         | 2011年1月22日  | 浦安     | 浦安         |
| 3000  | 岡崎チアゴ（神戸）                   | 2011年10月31日 | 北海道   | グ神戸       |
| 3500  | 室田翔伍（北海道）                   | 2012年7月22日  | 町田     | 町田         |
| 4000  | 横江怜（町田）                       | 2012年12月15日 | 府中     | 府中         |
| 4500  | ヴィニシウス（大阪）                 | 2013年9月8日   | 北海道   | 大阪中体     |
| 5000  | 鳥丸太作（浦安）                     | 2014年1月5日   | 名古屋   | 墨田         |
| 5500  | 森秀太（大阪）                       | 2014年8月17日  | 浜松     | 駒沢         |
| 6000  | 高橋健介（浦安）                     | 2014年12月6日  | 仙台     | 仙台         |
| 6500  | 加藤未渚実（大阪）                   | 2015年5月30日  | 府中     | 岸和田       |
| 7000  | 加藤竜馬（浦安）                     | 2015年9月19日  | 名古屋   | 浦安         |
| 7500  | 大德政博（湘南）                     | 2015年12月20日 | 神戸     | 町田         |
| 8000  | チアゴ（大阪）                       | 2016年10月15日 | 浦安     | グリーン神戸 |
| 8500  | ロドリゴ（湘南）                     | 2017年1月7日   | 名古屋   | 小田原       |
| 9000  | ボラ（すみだ）                       | 2017年7月29日  | 府中     | 墨田         |
| 9500  | 田村友貴（大阪）                     | 2017年10月21日 | 北海道   | 大阪中体     |
| 10000 | 永島俊（浦安）                       | 2018年6月24日  | すみだ   | 浦安         |
| 10500 | ジョー（府中）                       | 2018年10月12日 | 浦安     | 小田原       |
| 11000 | 漆原玲（Fリーグ選抜）                | 2019年1月27日  | すみだ   | 町田         |
| 11111 | 稲田瑞穂（大阪）                     | 2019年5月31日  | 仙台     | 仙台         |
| 11500 | デネル（すみだ）                     | 2019年8月16日  | 長野     | 墨田         |
| 12000 | 堀米将太（北海道）                   | 2019年11月17日 | 長野     | オーシャン   |
| 12500 | 鈴木裕太郎（北海道）                 | 2020年10月18日 | 北九州   | 北九州       |
| 13000 | 平田ネトアントニオマサノリ（名古屋） | 2021年2月6日   | 府中     | 立川泉       |
| 13500 | 伊藤圭汰（町田）                     | 2021年11月19日 | 横浜     | 横浜         |
| 14000 | 田村研人（北九州）                   | 2022年7月24日  | 立川     | 北九州       |
| 14500 | 花嶋悠（北九州）                     | 2023年1月29日  | 浦安     | 北九州       |
| 15000 | 中田秀人（すみだ）                   | 2023年9月23日  | しながわ | 墨田         |

## 主催団体およびスポンサー等

### 主催
- 公益財団法人日本サッカー協会
- 日本フットサル連盟

### 主管
- 参加各クラブ運営会社・団体（セントラル開催分除く）

### スポンサー
2015年度より、ゼビオと日本フットサルリーグ・日本フットサル連盟共同による「エグゼクティブパートナー契約」を締結。準会員リーグ、Fリーグ以外の地域・県域リーグも統括的に協賛する。
2025年、2018-2019シーズン以来7年ぶりにメットライフ生命をタイトルスポンサーとして迎えた。
※以下の情報は、2025年4月時点。
| 協賛カテゴリー種別             | 契約開始年度 | 協賛団体名                               | 備考 |
| ------------------------------ | ------------ | ---------------------------------------- | --- |
| タイトルスポンサー             | 2025年       | メットライフ生命                         | |
| エグゼクティブスポンサー       | 2017年       | DUARIG                                   | 2017-2018シーズンより、リーグ戦とFチャレンジリーグのタイトルスポンサーを務める。                                                                     |
| エグゼクティブパートナー       | 2015年       | ゼビオ                                   | 2016年まではタイトルスポンサー。 「Super Sports XEBIO Fリーグ○○」（○○は年度）。 2017年のFリーグ オーシャンカップのエグゼクティブパートナーも務める。 |
| オフィシャルスポンサー         | 2015年       | ライフガード（チェリオコーポレーション） | 2015年からは、Fリーグ オーシャンカップのタイトルスポンサーも務める。                                                                                 |
| オフィシャルスポンサー         | 2015年       | sfida                                    | Ｆリーグオフィシャルゲームボールの提供も兼ねている。                                                                                                 |
| オフィシャルレフリースポンサー | 2015年       | mitre                                    | |
| オフィシャルパートナー         | 2017年       | AbemaTV                                  | セントラルの試合、6回開催される6クラブ共同開催方式の試合等をライブ配信する。                                                                         |
| オフィシャルパートナー         | 2015年       | スポーツコート                           | |
| オフィシャルパートナー         | 2007年       | 三井住友VISAカード                       | |
| オフィシャルパートナー         | 2016年       | 読売新聞                                 | |
| オフィシャルパートナー         | 2017年       | be LEGEND プロテイン                     | |

#### 過去のスポンサー
| 協賛カテゴリー種別           | 契約期間        | 協賛団体名    | 備考 |
| ---------------------------- | --------------- | ------------- | --- |
| タイトルスポンサー           | 2007年 - 2014年 | 森永製菓      | 2009年度までオフィシャルスポンサー。 2010年度よりタイトルスポンサー。リーグの正式名称は「Fリーグ○○ powered by inゼリー」 （2013年度までは「ウィダーinゼリー」）。 |
| オフィシャルスポンサー       | 2007年 - 2014年 | アルペン      | |
| オフィシャルスポンサー       | 2007年 - 2014年 | コナミ        | |
| オフィシャルパートナー       | 2015年 - 2016年 | CLIMB Factory | |
| オフィシャルパートナー       | 2016年          | ニチバン      | |
| オフィシャルキットパートナー | 2007年 - 2014年 | asics         | |
| オフィシャルゲームボール     | 2007年 - 2014年 | ミカサ        | |
| アワード提供                 | 2007年 - 2014年 | アルマーニ    | |
| レフリーウォッチ提供         | 2007年 - 2014年 | セイコー      | |

## クラブライセンス問題
2021年3月7日、F2優勝チームのトルエーラ柏（現：SHINAGAWA CITY FUTSAL CLUB）に対しF1ライセンス不交付（F2ライセンスの交付）の旨がFリーグよりニュースリリースされた。
これを受け、トルエーラ柏の選手・関係者が手に黒い点を書き、被害を無言で訴える「ブラックドットキャンペーン」の写真をSNS上に投稿(現在は削除)。現在までにFリーグ・トルエーラ柏からライセンス不交付の理由に関する説明はなく、Fリーグファンの間では、詳細な説明・ライセンス基準の公開を求める声とともに、様々な憶測・噂が飛び交う事態となっている。
2021年3月16日、Fリーグがトルエーラ柏の「ブラックドットキャンペーン」について、投稿を行った選手・関係者に対し第三者を交えてのヒアリングを行い、投稿の意図や背景、目的等の事実関係を調査することを発表。またクラブライセンス制度に関する今後の対応についても現在協議中で改めて報告されるとのこと。
また2021年4月、ヴォスクオーレ仙台に対しても「F2ライセンス保留（リーグ活動休止）」のライセンス結果が発表され、事実上リーグライセンス不交付となる事例があった。同クラブは2020-21シーズン（F2ライセンス交付→その後財政上の都合により参加見送り）までの運営母体である「株式会社ヴォスクオーレ仙台」の債権者によって、クラブエンブレム・ロゴなどの商標権が差し押さえられており、それが解除されない場合はFクラブ（リーグ戦）のエンブレム・ロゴなどの使用が認められず、F2復帰も認められないためとしており、2021-22年シーズン開幕当初はF2リーグへの復帰ができなくなったとしている。
いずれのケースでFリーグクラブライセンスに関して明文化されていないことを問題視している。
これらの事から、2021-22年シーズンからリーグ公式HPにおいてクラブライセンスの概要が公表されるようになった。

## その他
- オフィシャルアーティストには「F.C.GOING」で自身もフットサルをプレーしているGOING UNDER GROUNDが選ばれ、オフィシャルテーマソングとして、2007年度は「Title」、2008年度は「run boyz run」を書き下ろしている。
- テレビ番組
  - 2014年までは試合中継がなく、EXスポーツ（スカパー!ch282、一部地域のケーブルテレビ局）で10月より火曜日に「EXフットサル」と題した試合のハイライト（1回30分）を放映開始。司会は中村義昭（DJジャンボ）。また、随時BS日テレでも日曜深夜（日付上月曜未明となるときもある）に「Fリーグダイジェスト」（1回1時間）を専門家の解説（聞き手役は中村）を入れて放映している。2008-09シーズンより一部の試合が各クラブの地元地上波局で中継されるようになった。
  - また2011年4月からはBS日テレでFリーグを中心としたフットサル情報番組「Fのキセキ」を放映している。2012年1月15日、BS日テレで北海道対府中戦が完全生中継された。これは北海道に選手登録した三浦知良の出場試合となったため。
  - 2015年度からはJ SPORTSと放映権を締結し、リーグ戦のうちセントラル開催となる節（2015年度5節・30試合）、およびプレーオフ決勝戦と、Fリーグオーシャンカップ2015の決勝・3位決定戦を後日中継録画を中心として放送する[38]。
  - 2017-2018シーズンは、セントラルの試合を、J SPORTS、AbemaTVでライブ配信を実施。さらに、6回開催される6クラブ共同開催方式の試合を、「J SPORTSシリーズ」「Abema TVシリーズ」と呼称し、各会場においてJ SPORTSでの生中継、またはAbema TVでのライブ配信のいずれかを実施することになっている[39]。また「sfidaFリーグ オーシャンカップ2017 in 北海きたえーる supported by LIFEGUARD」の準決勝、3位決定戦および決勝の計4試合を、AbemaTVにてライブ配信することも決定している[40]。J SPORTSでの放送は2019-20シーズンを最後に終了。
- 映像配信
  - リーグ開始から2014-15シーズンまではDMM.comが配信を行なっていた。PCのみ対応。各節1節程度を無料ライブ配信し、その他の試合はおよそ1週間後から有料録画配信を行っていた。2015年4月の配信終了に伴い、過去の動画は閲覧不可能になった。
  - 2015-16シーズンからは、ゼビオグループの「応援.com」が配信を行っていた。PC、iOS、Androidに対応。全て無料配信で、各節1節程度をライブ配信し、その他の試合はおよそ1週間後から録画配信を行っていた。
  - 2020-21シーズンからはAbemaTVにてFリーグ史上初となるディビジョン1全試合生配信を実施[41]。ディビジョン2はMyCujooにて配信[42]。
  - 2023-24シーズンからリーグ独自の配信サイトFリーグTVをスタート[43]。abemaではレギュラーシーズンは名古屋オーシャンズの試合のみ生中継し、ファイナルステージは上位リーグのみを生配信した。
  - 2024-25シーズンからは1部・2部・女子全試合をFリーグTVにて配信。